# Kanton Le Monastier-sur-Gazeille
Kanton Le Monastier-sur-Gazeille (fr. Canton du Monastier-sur-Gazeille) je francouzský kanton v departementu Haute-Loire v regionu Auvergne. Tvoří ho 11 obcí.

## Obce kantonu
- Alleyrac
- Chadron
- Freycenet-la-Cuche
- Freycenet-la-Tour
- Goudet
- Laussonne
- Le Monastier-sur-Gazeille
- Moudeyres
- Présailles
- Saint-Martin-de-Fugères
- Salettes